# 青岛山炮台
青岛山炮台，或称京山炮台，是位于中华人民共和国山东省青岛市市北区与市南区交界处青岛山上两座青岛德占时期德军炮台的总称，包含海防炮台俾斯麦山炮台（德語：Bismarckberg-Batterie），日军称为俾斯麦山南炮台（ビスマルク山南砲台），以及陆防炮台12号炮台（Batterie XII），日军称为俾斯麦山北炮台（ビスマルク山北砲台）。该炮台曾参与第一次世界大战青岛战役，战后其火炮及火炮残骸被拆除，但仍为军用。1997年，青岛山炮台遗址经整修向游客开放，是青岛市内现今唯一作为景点对外开放的德军要塞遗迹，现为全国重点文物保护单位青岛德国建筑群的一部分。

## 历史
1903年，在小泥洼、青岛、汇泉角三座海防炮台基本完工之际，胶澳总督府决定部署可同时对海、对陆射击的重型榴弹炮以完善防御工事，并将俾斯麦山（今青岛山）选定为安装地点。1904年，军事工程师穆勒（Müller）完成了俾斯麦山炮台的设计，预定1905年夏季竣工。炮台安装了4门从克虏伯订购的280毫米口径榴弹炮，其装配在克虏伯工厂装配师巴雷（Barray）的指导下进行，1906年6月18日举行了试射。
俾斯麦山炮台完工后，德军又于1907年以前在俾斯麦山北坡建造了12号炮台。但直至一战前夕，德军才在此安装了1900八国联军侵华期间从清军缴获的、此前被搁置在炮兵仓库里的2门210毫米加农炮，并于1913年7月29日试射。

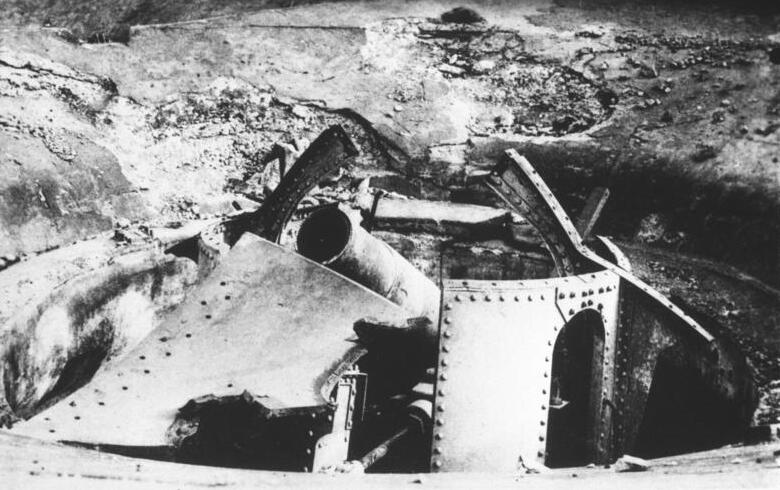
一门被德军自毁的280毫米榴弹炮

1914年8月至11月的日德青岛战役期间，俾斯麦山炮台由德军军官3人、士兵100人驻守，12号炮台由军官2人、士兵19人驻守，炮台主要向陆上前线轰击。10月31日，日英联军总攻开始时，俾斯麦山炮台遭炮击重创，一门火炮失去战斗力。11月7日凌晨德军前线第三、第二步兵堡垒被突破后，日军开始向太平山、青岛山各炮台进攻。约6点15分，德军将俾斯麦山炮台火炮自毁。约6点30分，日军步兵第56联队一部占领俾斯麦山炮台，俘虏德军约30人，大约同时，日军56联队一部在48联队一部配合下占领山北坡的12号炮台。同日，驻青岛德军投降。
此后，青岛山炮台先后由日军、国民革命军使用。1949年6月中国人民解放军接管青岛以后，青岛山炮台曾为北海舰队岸防一团的地下指挥部，1962年交给北海舰队航空兵高炮二团守卫，1976年冬在此处最后一次驻训新兵。
1984年7月27日，青岛山炮台遗址以“京山炮台遗址”之名列入第二批青岛市文物保护单位。1987年，青岛山公园竣工开放。1990年（一说1992年），经与北航司令部协商，青岛山炮台遗址交由地方政府管理。1996年，中共青岛市委、青岛市人民政府决定修复青岛山炮台遗址以向游客开放，并将青岛山爱国主义教育基地及青岛山炮台遗址展览馆建设项目列为青岛市1997年15件大事之一。1997年11月12日，德国占领胶州湾事件100周年之际，青岛山炮台遗址地下掩蔽部正式修复开放。1998年，青岛山炮台遗址展览馆落成开放（后来改建为青岛一战遗址博物馆）。青岛山炮台遗址后来先后列为山东省爱国主义教育基地、山东省国防教育基地。2000年，青岛山炮台遗址列入第一批青岛市历史优秀建筑名单。2006年5月25日，青岛山炮台遗址列入第六批全国重点文物保护单位青岛德国建筑群扩展名单。

## 结构

### 俾斯麦山炮台（南炮台）

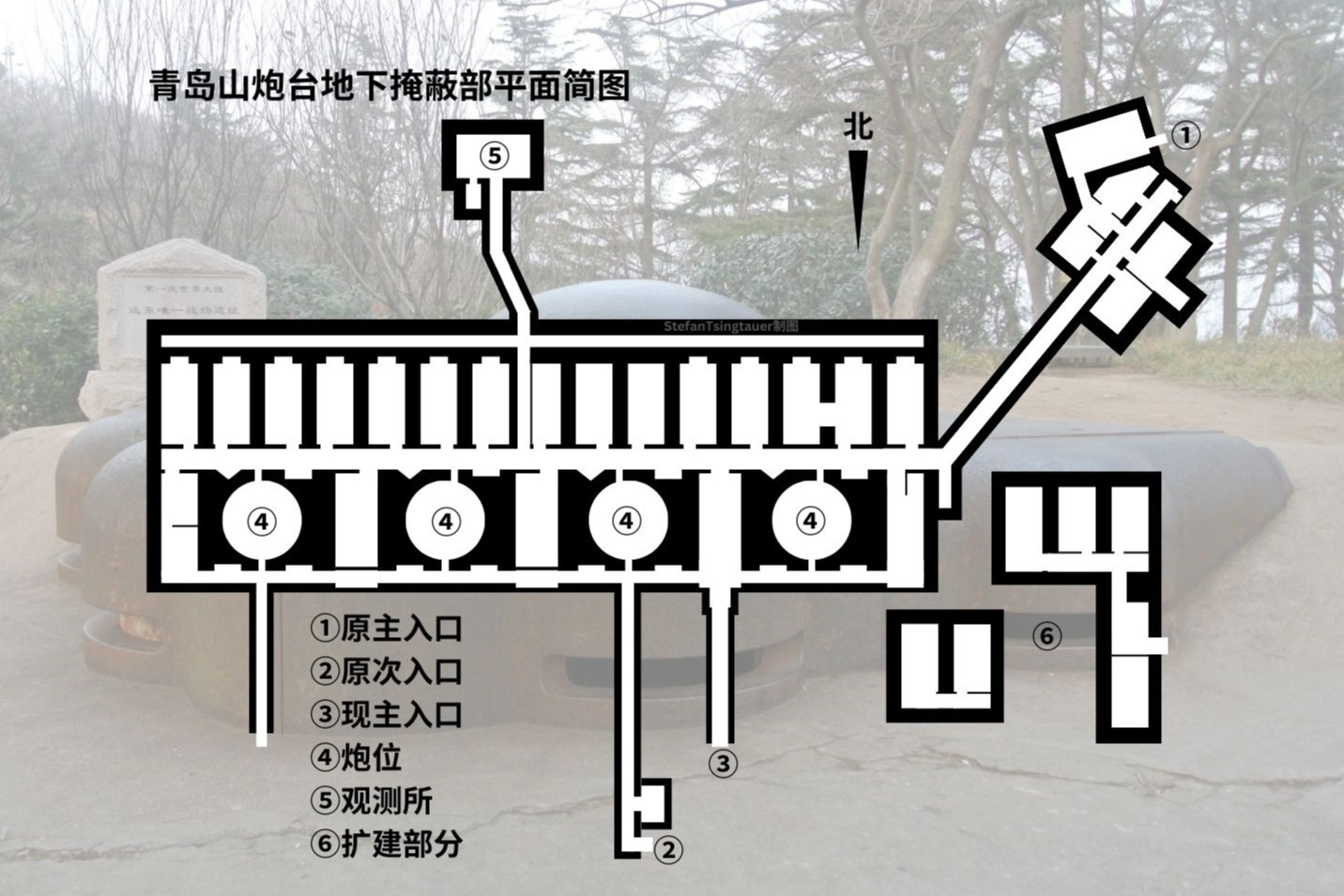
青岛山炮台地下掩蔽部平面简图

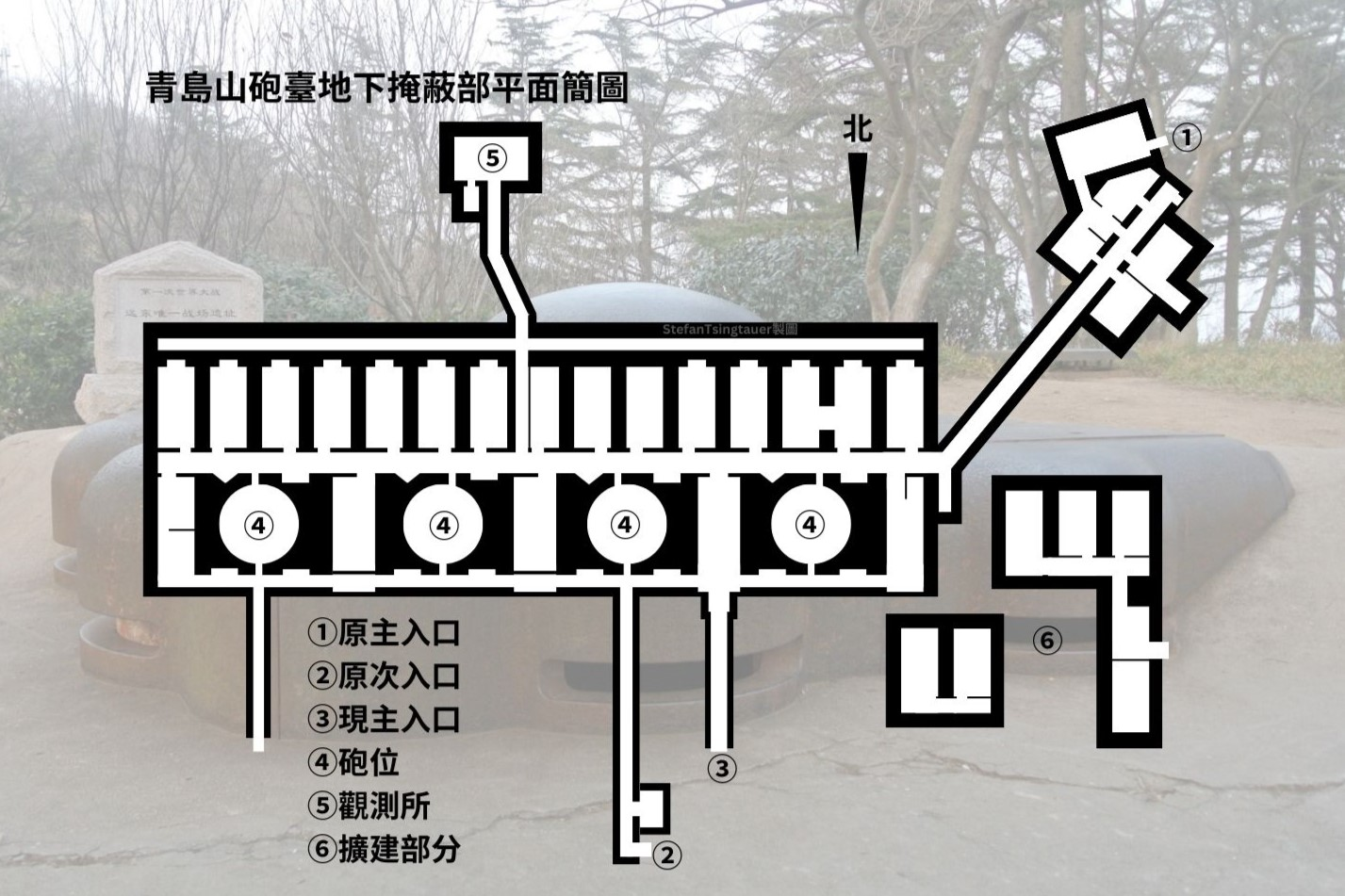
青島山砲臺地下掩蔽部平面簡圖

青岛山炮台位于海拔128.5米的青岛山上，其中俾斯麦山炮台（南炮台）位于青岛山东南坡的一处凹地中，背靠青岛山主峰，南临汇泉湾，装备4门280毫米12倍径榴弹炮，其口径为青岛德军各炮台之冠，射程10.5公里，可360度旋转，可控制西起团岛、东至浮山湾的海域。
俾斯麦山炮台地下掩蔽部以开挖、浇筑、回填的方式建造而成，四座火炮嵌入地堡，其前方有高掩体阻挡敌方海上观察与射击，暴露在外的部分仅有出入口和观测所，具有较强的隐蔽性。地下掩蔽部主体平面长63.8米，宽23.8米，占地面积1518.44平方米，主体3层，局部5层，共有大小房间40余间。最初有两处出入口，主入口位于西南角，附近为后勤区，有锅炉房、发电机房、厨房等辅助用房6间，其后侧以一条长17米、宽1.5米、四段30级台阶的通道连接主体部分中央通道。次入口位于北侧，其内以一条长17.3米、宽0.95米的斜坡通道通往主体部分。
掩蔽部最上层为观测所，由装甲瞭望塔与值更室组成。装甲瞭望塔是在德国分段铸造后运抵青岛装配而成的，总重160吨，塔座由4组厚达20厘米的钢板经螺丝铆合而成，使用的螺丝直径10厘米，南侧与西侧各有两处向外凸出的射击孔，塔座上安装半球形塔冠，塔冠与塔座结合部为滚珠轴承，有44颗直径5厘米的钢珠，可360度旋转。装甲瞭望塔至今保存完整可旋转。装甲瞭望塔下方以铁梯连接值更室，其下方有水井和蓄水池。
掩蔽部中层为主体部分作战区，中央为东西贯通的中央通道，连接主入口。通道南侧东西排列房间15间，北侧为4个直径6.6米的圆形炮位及其他若干房间，每处炮位南侧有弹丸室和药筒室，中央通道及炮位与弹药室之间铺设输弹轨道，其他房间有电报室、备件库、士兵住室等等。掩蔽部西北侧为军官住室，有两层7个房间。
此外，炮台还在青岛山山顶设有第二指挥台，地下两层，由指挥塔台、值更室及一间小辅助房间组成。
1914年日军占领后，将4门火炮残骸拆除后在炮座上增筑立柱，顶部封顶，覆土填平。
- 日军占领后自山顶俯瞰炮台，照片中可见4座炮位及火炮残骸、装甲瞭望塔，及远处的汇泉湾海岸
- 日军占领后的装甲瞭望塔
- 装甲瞭望塔现状，2020年1月
- 瞭望塔内景
- 地下掩蔽部原入口
- 地下掩蔽部内景
- 炮位上的280毫米榴弹炮复原模型
- 山顶第二指挥台遗址

### 12号炮台（北炮台）
12号炮台（北炮台）位于青岛山西北坡，海拔近100米，依山坡而建，由弹药库、南北两个炮位和东南方的小型观察指挥所组成。掩蔽部面积近400平方米，两侧各一处五边形炮位，西侧无围挡。炮台朝向东北方，可向浮山、台东、四方一带射击。炮台装备2门210毫米30倍径加农炮，射程11.4公里，未装备防破片护罩。
- 日军占领后的12号炮台210毫米加农炮
- 日军占领后的12号炮台210毫米加农炮，后侧为掩蔽部
- 12号炮台炮位遗址
- 12号炮台遗址北侧的210毫米加农炮模型